# Hyalellidae
Famille
Les Hyalellidés (ou Dogielinotidés) constituent une famille de crustacés amphipodes.

## Description et caractéristiques
Le corps est latéralement comprimé. Les yeux sont bien développés ou absents, si présents alors arrondis ou ovoïdes. 

## Liste des genres
Selon World Register of Marine Species (13 avril 2016) (sur la base de Lowry et al. 2013) :
- genre Hyalella S. I. Smith, 1874
  - sous-genre Hyalella (Austrohyalella) Bousfield, 1996
  - sous-genre Hyalella (Hyalella) S.I. Smith, 1874
  - sous-genre Hyalella (Mesohyalella) Bousfield, 1996

Selon ITIS (13 avril 2016) :
- genre Allorchestes Dana, 1849
- genre Hyalella S. I. Smith, 1874
- genre Parhyalella Kunkel, 1910